# Леки крайцери тип „Тромп“
Тромп (на нидерландски: Tromp) са серия леки крайцери на Кралския флот на Нидерландия, от времето на Втората световна война. Всичко от проекта са построени 2 единици: „Тромп“ (на нидерландски: HNLMS Tromp) и „Якоб ван Хеемскерк“ (на нидерландски: HNLMS Jacob van Heemskerck). Леките крайцери по проект са предназначени за лидиране на разрушители. По първоначален проект, обаче, е достроен само „Тромп“, „Якоб ван Хеемскерк“ е довършен във Великобритания като крайцер ПВО.

## Строителство
„Тромп“ – заложен на 17 януари 1936 г., спуснат на вода на 24 май 1937 г., влиза в строй на 18 август 1938 г.
„Якоб ван Хеемскерк“ – заложен 31 октомври 1938 г., спуснат на вода на 16 септември 1939 г., влиза в строй на 11 февруари 1941 г.

## Оценка на проекта
С оглед големият брой на силновъоръжени разрушители в Японския флот, за слабия флот на Нидерландия „Тромп“ се оказва доста удачен проект за крайцер-лидер на разрушителите. Силното въоръжение, малката водоизместимост и сравнително невисоката цена на корабите, добрата мореходност, наличието на леко брониране и сравнително силното, по сравнение със съвременниците, зенитно въоръжение правят този крайцер сериозен противник.
За флота на Япония тези крайцери се оказват неприятна изненада.

## Коментари
1. ↑  Всички данни са към 1940 г.
2. ↑  Префиксът „HNLMS“ е от на английски: His/Her Netherlands Majesty's Ship (Кораб на Негово/Нейно Величество), който е международен. ВМС на Нидерландия използват за своите кораби префиксите „Zr.Ms.“ (на нидерландски: Zijner Majesteits или His Majesty's), когато управлява крал, и „Hr.Ms.“ (на нидерландски: Harer Majesteits или Her Majesty's), когато управлява кралица. Смяната на префикса става автоматично при короноването на нов владетел.